# Moeco
Moeco（モエコ、1982年12月19日 - ）は、日本のチョークアーティスト、キャンドルアーティスト。兵庫県神戸市垂水区出身。オスカープロモーション所属。元歌手の松下萌子の芸術家としての芸名である。

## 経歴
- 1997年8月21日、第7回全日本国民的美少女コンテストでマルチメディア賞を受賞[3]。
- 2012年10月 - 2013年6月、語学と歌とアートの勉強のためにニューヨークに留学。
- 2013年9月、ハワイの GREEN ROOM Hawaii でチョークアーティストとしてデビュー。
- 2016年、キャンドルアーティストとしてデビュー。

## 展示会
- 2017年1月27日 - 28日 東京・表参道のセゾンアートギャラリー367°カフェにてチョークアートの個展「Moeco chalk art 2017『艶画』」を初開催した。
- 2017年9月3日 スイスの時計ブランド『ROMAGO』と Moeco chalk art がコラボレーションする事を発表。それに伴い、香港で開催された世界一の時計の展示会に参加。
- 2017年11月9日 - 12月31日 ニューヨークの RESOBOX East Village にてチョークアートの個展「Vermilion Brilliance and Hidden Eroticism」を開催。
- 2018年5月20日 - 6月30日 韓国・ソウルの Cafe LARI AND KELLY にてチョークアートの個展「Animals save the earth」を開催。
- 2018年7月20日 - 8月3日 東京・八重洲の木ノ庄企画にてチョークアートの個展「艶-en-」を開催。
- 2018年8月1日 - 21日 伊勢丹新宿店5階リビングフロアにて moeco×伊勢丹新宿店 LIVING FLOOR ARTFRAME を開催。
- 2018年8月2日 - 16日 ニューヨークの +81gallery にてチョークアートの個展「Gold Fish Aquarium Summer」を開催。
- 2018年8月18日 - 9月17日 ルミネ池袋8F シネ・リーブル横にてチョークアートを展示。（Instagram ポップなアートコンテスト2018 in ルミネ池袋）
- 2018年9月29日 - 10月1日 Conrad Hong Kong room no,4324 にてチョークアートを展示。（Asia Contemporary Art Show HongKong 2018）
- 2018年10月12日 - 13日 MASH Holdings にてチョークアートを展示。（MASH PARK PROJECT）
- 2018年10月12日 - 14日 MATRADE Exhibition & Convention Centre, KL にてチョークアートを展示。（art expo MALAYSIA）
- 2018年11月22日 - 25日 KINTEX Exhibition Center 1 にてチョークアートを展示。（ART ASIA 2018）
- 2018年12月12日 - 18日 阪急百貨店うめだ本店にてチョークアートを展示。（OSAKA ART FES）
- 2019年2月6日 - 12日 阪神百貨店梅田本店の阪神美術画廊にてチョークアートの個展「Moeco展」を開催。
- 2019年3月29日 - 4月8日 六本木ヒルズA/Dギャラリーにてチョークアートを展示。（BSフジ『ブレイク前夜〜次世代の芸術家たち〜』グループ展）
- 2019年6月21日 - 7月6日 MDP GALLERY にてチョークアートの個展 Moeco’s solo exhibition『秘花』-Hibana- を開催。
- 2019年10月1日 - 2020年1月14日 ANAインターコンチネンタルホテル東京アートギャラリーにてチョークアートを展示。（AssoRTed Chocolates展）
- 2019年10月18日 - 11月4日 MDP GALLERY およびビストロ13区にてチョークアートを展示。（企業コラボ東京プロジェクト2019 × 手塚治虫生誕90周年記念 I♡MANGA）
- 2019年12月20日 - 2020年1月31日 アリオ亀有内のMOVIX亀有にてチョークアートを展示。（Moeco×男はつらいよ お帰り 寅さん）
- 2020年1月23日 - 2020年2月5日 Artglorieux にてチョークアートを展示。（ブレイク前夜展）
- 2020年11月3日 - 11日 DisGOONieS にてチョークアートの個展「Moeco展2020」を開催。
- 2021年3月18日 - 21日 東京国際フォーラムにてチョークアートを展示。（アートフェア東京2021「AFT2021」）
- 2021年10月21日 - 25日 大丸神戸店9階イベントホールにて開催された ART×ART KOBE の特別企画として「Moeco展」を開催。
- 2021年12月1日 - 24日 東京銀座G735ギャラリーにてチョークアートの個展「Moeco展2021」を開催。
- 2022年4月8日 - 17日 横浜 RA art Galleryにてチョークアートの個展「「春ヲ、刻む」Moeco Spring Exihibition」を開催。
- 2022年7月20日 - 9月20日 銀座三越新館のアートアクアリウム美術館GINZAにてチョークアートを展示。
- 2022年9月16日 - 26日 東京代官山 gallery roargunsにてチョークアートの個展 Moeco exhibition 2022『BORDERless』を開催。
- 2022年11月25日 - 27日 東京コミコン2022にてチョークアートを展示。
- 2023年3月6日 - 12日 SHIBUYA SCRAMBLE SQUARE+ART GALLERYにてチョークアートを展示。(LIBERTY OF WOVE）
- 2023年5月25日 - 31日 イギリスのSway Gallery Londonにてチョークアートの個展『OIRAN-Chalk Art by Moeco Matsushita』を開催[4]
- 2023年11月1日 - 10日 韓国ソウル特別市議会館にてチョークアートを展示[5]。
- 2023年11月17日 - 21日 韓国領事館にてチョークアートを展示。
- 2023年12月1日 - 10日 韓国仁川永宗島自然党ギャラリーにてチョークアートを展示。
- 2023年12月23日 - 26日 LAPIN ART GALLERYにてチョークアートを展示[6]。
- 2024年11月28日 - 2日 S TOKYOにてチョークアートを展示[7]。

## 出演

### テレビ
- 明石家さんまの転職DE天職 第6回（2017年4月30日、日本テレビ）- チョークアーティストとしての活動を紹介 -
- 林先生が驚く初耳学!（2017年11月12日、毎日放送）- チョークアーティストとしての活動を紹介 -
- 朝生ワイド す・またん!（2018年3月23日、読売テレビ）- チョークアーティストとしての活動を紹介 -
- Stories 〜あなたのライフを探す家〜（2018年10月6日、日本テレビ）- チョークアーティストとしての活動を紹介 -
- ブレイク前夜〜次世代の芸術家たち〜（2018年11月27日、BSフジ）- チョークアーティストとしての活動を紹介 -
- 白の美術館（2019年1月23日・30日、テレビ朝日、2月4日、BS朝日）- チョークアーティストとしての活動を紹介 -
- 朝生ワイド す・またん!（2019年2月7日、読売テレビ）- Moeco展を紹介 -
- ヒルナンデス!（2019年3月25日、日本テレビ） 春休み特別企画 超絶アートの達人が大集合！
- ヒルナンデス!（2021年5月3日、日本テレビ）アートの達人！GWスペシャル！

### ラジオ
- かわら版USA（2018年8月8日、さくらラジオ（全米インターネットラジオ））ゲスト出演
- バズラジ（2019年1月17日、渋谷クロスFM）ゲスト出演
- おーたPの部屋（2019年1月24日、渋谷クロスFM）ゲスト出演
- おはようパーソナリティ道上洋三です（2019年2月11日、ABCラジオ）話しのダイジェストゲスト出演 Moeco展を紹介
- Good Neighbors（2019年6月17日、J-WAVE）ゲスト出演
- 音月桂のLet's smile（2019年9月17日、24日、FM FUJI）ゲスト出演
- ENTERTAINMENT NEXT!（2019年10月27日、11月3日、ニッポン放送、ABCラジオ）ゲスト出演
- ANOTHER SENSE（2019年11月1日、8日、15日、22日、29日、interFM897）ゲスト出演
- おはようパーソナリティ道上洋三です（2021年10月22日、ABCラジオ）話しのダイジェストゲスト出演
- 高田文夫のラジオビバリー昼ズ（2022年8月3日、ニッポン放送）ゲスト出演

## 書籍・雑誌
- 週刊SPA! 4／30・5／7合併号（2019年4月23日、扶桑社）「今週の顔」
- 月刊ギャラリー 2019年8月号 (2019年8月1日、ギャラリーステーション)「展覧会とアーティスト」
- 芸術新潮 2020年3月号（2020年2月25日、新潮社）「アートフェァ東京2020見どころガイド　ギャラリーオリムのページ」

## Web
- frag Lab スペシャルインタビュー「今、かぐわしき人々」第31回（2018年10月）
- 萩庭桂太 YOUR EYES ONLY（2019年1月28日 - 2月1日）
- RiverTV Nakameguro MDP CHANNEL vol.25（2019年6月20日）

## その他
- 大阪市天王寺区にある堀越神社の2019年～2024年の絵馬を描く[8]。
- 2019年4月27日 - 28日、ニコニコ超会議2019 超『アベンジャーズ/エンドゲーム』ブースの超ライブアートパフォーマンスにてアイアンマン（トニー・スターク）とサノスを描く。
- 2022年2月11日に配信されたMATSURIの4th digital single 「ハレノヒ」の配信ジャケットを描く。
- 2022年2月17日に配信されたmusuBeesの1st song 『愛の船』の配信ジャケットに、ディスグーニーズの壁に描いたチョークアートが採用される。